# Le Roi de Paris (film, 1995)
Pour les articles homonymes, voir Le Roi de Paris.
Pour plus de détails, voir Fiche technique et Distribution.
Le Roi de Paris est un film français réalisé par Dominique Maillet et sorti en 1995.

## Synopsis
Le Roi de Paris, en cette saison théâtrale 1930, c'est Victor Derval, le grand acteur. Il vit avec sa cour : le directeur du théâtre de la Grande Comédie, sa fidèle habilleuse, un marquis déchu et son ancienne maîtresse et partenaire de scène.

## Fiche technique
- Titre : Le Roi de Paris
- Réalisation : Dominique Maillet
- Scénario : Jacques Fieschi et Dominique Maillet
- Décors : Jacques Rouxel
- Costumes : Christian Gasc
- Photographie : Bernard Lutic
- Origine :  France /  Royaume-Uni
- Genre : drame
- Durée : 97 minutes
- Date de sortie : France - 11 janvier 1995[1]

## Distribution
- Philippe Noiret : Victor Derval
- Veronika Varga : Lisa Lanska
- Jacques Roman : Romain Coste
- Gaetan Wenders : Treplev
- Manuel Blanc : Paul Derval
- Michel Aumont : le marquis de Castellac
- Paulette Dubost : Raymonde
- Ronny Coutteure : Emile
- Pierre Vial : le ministre
- Franco Interlenghi : Bellières
- Corinne Cléry : Betty Favart
- Sacha Briquet : Roquépine
- Bernard La Jarrige : Champmartin
- Gérard Boucaron : régisseur "Grande Comédie"
- Francis Bouc : le vieux "Schnock"
- Fabienne Chaudat : Angèle
- Gérard Couderc : patron Boulard
- David Gabison : régisseur "Colonnes"
- Claire Foliot : la femme de chambre de Lisa
- Patrick Gourevitch : le patron du Bal Nègre
- Catherine Hirsch : Macha
- Victoire Le Corre : la "garçonne"
- Alexandre Shuat : le metteur en scène
- Philippe Tessier : le machiniste "Grande Comédie"